# Gymnocalycium reductum subsp. leeanum
Gymnocalycium reductum subsp. leeanum ist eine Unterart der Pflanzenart Gymnocalycium reductum in der Gattung Gymnocalycium aus der Familie der Kakteengewächse (Cactaceae).

## Beschreibung
Gymnocalycium reductum subsp. leeanum wächst mit blaugrünen, niedergedrückt kugelförmigen bis kugelförmigen Trieben, die Durchmesser von bis zu 8 Zentimeter erreichen und Faserwurzeln ausbilden. Die 15, manchmal auch mehr, Rippen sind in sechskantige Höcker gegliedert. Der einzelne Mitteldorn, der auch fehlen kann, ist abstehend und gerade. Die etwa elf gebogenen Randdornen liegen an der Trieboberfläche an und sind bis zu 1,2 Zentimeter lang.
Die gelblich weißen Blüten erreichen eine Länge von 5 bis 6 Zentimeter und einen ebensolchen Durchmesser.

## Verbreitung und Systematik
Gymnocalycium reductum subsp. leeanum ist in der argentinischen Provinz Buenos Aires zwischen Tandil und Mar del Plata in der Pampa verbreitet.
Die Erstbeschreibung als Echinocactus leeanus erfolgte 1845 durch William Jackson Hooker. Wolfgang Papsch stellte die Art 2000 als Unterart zur Art Gymnocalycium reductum. Ein weiteres nomenklatorisches Synonym ist Gymnocalycium leeanum (Hook.) Britton & Rose (1922).

## Nachweise